# Kobuk-Valley-Nationalpark
Der Kobuk-Valley-Nationalpark (englisch Kobuk Valley National Park) in Alaska ist durch seine Lage am nördlichen Polarkreis einer der abgelegensten Nationalparks in den USA. 
Der Nationalpark wurde am 2. Dezember 1980 durch den Alaska National Interest Lands Conservation Act gegründet. Der Park wird von der Weltnaturschutzunion in der Kategorie II (Nationalpark) geführt.
Im Nationalpark befindet sich ein großes Tal, das Kobuk Valley, durch das der Kobuk River fließt. Es wird von den Baird- und Waring-Bergen begrenzt. Eine Besonderheit sind die 65 km² großen Great Kobuk-Sanddünen. Der Sand, der durch die schleifende Wirkung alter Gletscher entstanden ist, wurde im Laufe der Zeit von Wind und Wasser angehäuft. 
Es gibt keine Straßen, die ins Kobuk Valley führen. Die Anreise erfolgt in der Regel mit einem Flugzeug von Nome oder Kotzebue. In den Wintermonaten von Oktober bis April ist die Anreise mit Schneemobilen, im Sommer auch mit Booten möglich.
Das ganze Jahr über wehen starke Winde durch das Tal. Im kurzen Sommer scheint einen Monat lang immer das Tageslicht. Die harten Winter sind extrem kalt. Camping, Wandern und Tierbeobachtungen zählen zu den möglichen Aktivitäten im Park. 